# Paudniowy Zachad
Paudniowy Zachad (biał. Паўднёвы Захад, ros. Юго-Запад) – przystanek kolejowy w miejscowości Brześć, w obwodzie brzeskim, na Białorusi. Leży na linii Kijów – Chocisław – Brześć.